# Caraffa di Catanzaro
Caraffa di Catanzaro (på arberesjiska Garafa) är en arberesjisktbefolkad ort och kommun i provinsen Catanzaro i regionen Kalabrien i Italien. Kommunen hade 1 800 invånare (2018) och gränsar till kommunerna Catanzaro, Cortale, Maida, Marcellinara, San Floro och Settingiano.